# Chocolate Starfish and the Hotdog Flavored Water
Chocolate Starfish and the Hot Dog Flavored Water —en español: La Estrella de mar de Chocolate y el Agua con sabor a Perrito Caliente— es el tercer álbum de estudio de Limp Bizkit. Se grabó en varias locaciones: Larabee Studios East y Westlake Audio, Los Ángeles, California; Larabee Studios West, West Hollywood, California; Studio Litho, Seattle, Washington y, finalmente, en South Beach Studio, Miami, Florida. La producción también se realizó de manera conjunta por Josh Abraham, Swizz Beatz, Terry Date, Fred Durst, DJ Lethal y Scott Weiland. El disco se publicó el 17 de octubre de 2000 a través del sello Interscope Records. Este debutó en el puesto número uno del Billboard 200, vendiendo más de un millón de copias en su primera semana.
El álbum fue el más vendido de la banda de Jacksonville, con casi 20 millones de copias hasta la fecha. El disco cosechó tanto éxito a nivel mundial y de ventas como de detractores críticos. Muchas revistas y críticos especializados se defraudaron con el nuevo trabajo de la banda, sobre todo por el alto nivel mostrado en los dos últimos trabajos y que este no llegaba a la altura. Sin embargo, revistas como Rolling Stone lo considera entre su «Top 50 de álbumes del año 2000» y la revista británica Q lo considera entre su top de los peores álbumes de todos los tiempos, situándolo en el lugar número once.
En cuanto al disco en sí, Chocolate Starfish and the Hot Dog Flavored Water sigue en la línea del antecesor, y con colaboraciones de Xzibit en «Getcha Groove On», Redman, DMX y Method Man en «Rollin' (Urban Assault Vehicle)», remix del sencillo «Rollin' (Air Raid Vehicle)». En otras colaboraciones fuera del hip hop, destaca Scott Weiland en «Hold On», quien ya trabajó también en el anterior trabajo de Limp Bizkit. En este disco destacan los éxitos «Take a Look Around», incluida en la banda sonora de Misión imposible 2, y «My Generation». Además, el álbum está incluido en el libro 1001 discos que hay que escuchar antes de morir.

## Lista de canciones
| Chocolate Starfish and the Hot Dog Flavored Water |                                                                  |          |  |
| N.º                                               | Título                                                           | Duración |  |
| 1.                                                | «Intro»                                                          | 1:18     |  |
| 2.                                                | «Hot Dog»                                                        | 3:50     |  |
| 3.                                                | «My Generation»                                                  | 3:41     |  |
| 4.                                                | «Full Nelson»                                                    | 4:07     |  |
| 5.                                                | «My Way»                                                         | 4:32     |  |
| 6.                                                | «Rollin' (Air Raid Vehicle)»                                     | 3:33     |  |
| 7.                                                | «Livin' It Up»                                                   | 4:24     |  |
| 8.                                                | «The One»                                                        | 5:43     |  |
| 9.                                                | «Getcha Groove On» (con Xzibit)                                  | 4:29     |  |
| 10.                                               | «Take a Look Around»                                             | 5:21     |  |
| 11.                                               | «It'll Be Ok»                                                    | 5:06     |  |
| 12.                                               | «Boiler»                                                         | 7:00     |  |
| 13.                                               | «Hold On» (con Scott Weiland de Stone Temple Pilots)             | 5:48     |  |
| 14.                                               | «Rollin' (Urban Assault Vehicle)» (con DMX, Method Man & Redman) | 6:22     |  |
| 15.                                               | «Outro»                                                          | 9:49     |  |
| 75:08                                             |                                                                  |          |  |

## Créditos
- Fred Durst - Vocalista, director artístico, fotógrafo
- Wes Borland - guitarrista, diseño de portada
- Sam Rivers - bajista
- John Otto - baterista
- DJ Lethal - DJ
- Scott Borland - teclados
- Eric B. & Rakim - técnicos de sonido
- Xzibit - Voz en Getcha Groove On
- Scott Weiland - Voz en Hold On, productor
- Redman - Voz en Rollin' (Urban Assault Vehicle)
- DMX - Voz en Rollin' (Urban Assault Vehicle)
- Method Man - Voz en Rollin' (Urban Assault Vehicle)
- Terry Date - productor
- Josh Abraham - productor
- Swizz Beatz - productor
- Brendan O'Brien - mezclas
- Scott Olson - técnico de sonido
- Michael Patterson - mezclas
- Steve Sisco - mezclas
- Andy Wallace - mezclas
- Eve Butler - productor ejecutivo
- Josh Wilbur - mezclas
- DJ Premier - editor

## Listas

### Álbum
| Listas (2000)            | Mejor puesto |
| ------------------------ | ------------ |
| Canadian Albums Chart    | 1            |
| U.S. Billboard 200       | 1            |
| U.S. Top Internet Albums | 1            |
| Australia ARIA           | 1            |
| UK Albums Chart          | 1            |
| Alemania                 | 1            |
| Finlandia                | 1            |